# Løgting

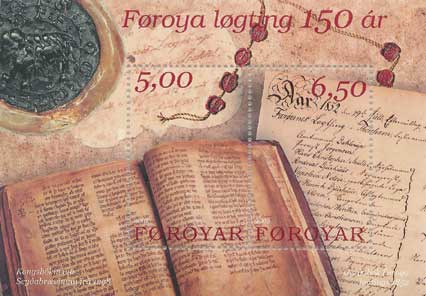
Briefmarken-Gedenkausgabe zum 150. Jahrestag der Wiedereröffnung des Løgtings 2002

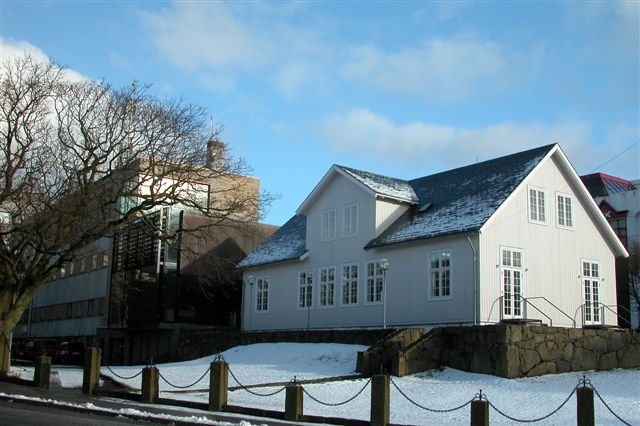
Das Løgting in Tórshavn. Altes und neues Gebäude im Jahr 2005.

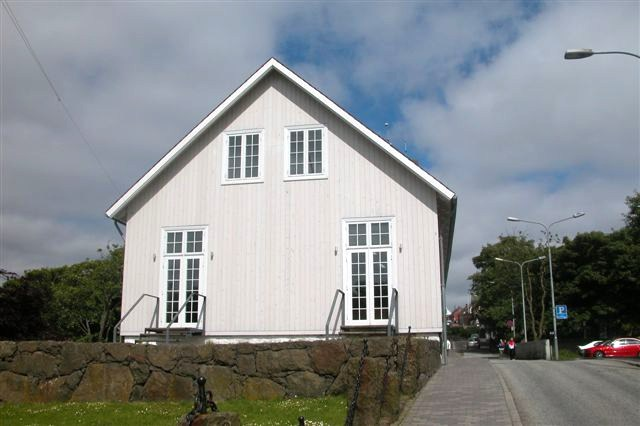
Das Løgtingshaus in Tórshavn. Giebelansicht des alten Gebäudes.

Das Løgting [ˈlœktiŋg] ist das Parlament der Färöer. Es zählt zu den ältesten Parlamenten der Welt. Seine Wurzeln reichen bis ins Jahr 900, nur von 1816 bis 1852 fanden keine Tagungen statt.
Das Parlamentsgebäude ist ein 1856 unter Gouverneur Carl Emil Dahlerup gebautes Holzhaus und befindet sich nördlich des ursprünglichen Tagungsortes, der Halbinsel Tinganes im Zentrum von Tórshavn. Neben diesem zentralen Thing gab es bis 1892 auch lokale Things, das sogenannte Várting in jedem der sieben Bezirke (eine Sýsla). Diese traditionellen sieben Wahlkreise wurden am 25. Oktober 2007 zu einem einzigen Wahlkreis zusammengelegt.
Eine Legislaturperiode dauert vier Jahre, vorzeitige Neuwahlen sind möglich. Das aktive und passive Wahlrecht genießen alle Bürger, die das 18. Lebensjahr vollendet haben.

## Name
Das altnordische Wort lǫgþing bedeutet „Gesetzesversammlung, Gericht“. Der Bestandteil lǫg bedeutet „Regel“, „Gesetz“ (verwandt mit englisch law und lateinisch lex); Þing bedeutet „Versammlung“ oder „Gericht“ (siehe Thing).
Namensformen:
- Der volle offizielle Name ist Føroya løgting.
- Die bestimmte Form von Løgting [ˈlœktiŋg] lautet Løgtingið [ˈlœktɪɲdʒɪ].
- Der dänische Name ist Lagting [ˈlautɪŋ], bestimmte Form: Lagtinget [ˈlautɪŋəð].
- Bis etwa 1400 hieß das Parlament Althing.

## Kompetenzen
Die Zuständigkeiten des Parlaments regeln im Wesentlichen das Autonomiestatut vom 31. März 1948, der Vertrag von Fámjin vom 29. März 2005 und das Übernahmegesetz vom 4. April 2005.

### Wahl der Landesregierung
Das Løgting wählt die Landesregierung der Färöer. Sowohl der Ministerpräsident als auch die anderen Minister haben einen Sitz im Løgting ohne Stimmrecht. Regierungsmitglieder müssen ein Abgeordnetenmandat ruhen lassen, sie werden während dessen durch einen Nachrücker aus der Parteiliste vertreten. Beschlossene Gesetze des Løgting müssen vom Ministerpräsidenten bestätigt werden, um in Kraft zu treten.

### Politikfelder
Die Kompetenzen des Løgtings werden nach einem A-Sektor und einem B-Sektor unterschieden. Zum A-Sektor gehören alle Zuständigkeitsbereiche, die vom Løgting übernommen werden können, wenn entweder das Løgting oder das dänische Folketing es beschließen. In den B-Sektor fallen alle Fragen, die von färöischer und dänischer Regierung gemeinsam an das Løgting delegiert werden.
Grundsätzlich nicht zuständig ist das Løgting für die Landesverteidigung, Justiz und Außenpolitik. Diese sind Angelegenheit des Königreichs Dänemark. 2005 wurde allerdings mit dem Vertrag von Fámjin ein bilaterales Abkommen unterzeichnet, das die diesbezüglichen Kompetenzen des Løgtings entscheidend erweiterte.
Zu den zentralen Aufgaben des Løgting gehört die Wirtschaftspolitik der Färöer, die vor allem davon bestimmt wird, dass die Färöer kein Mitglied der EU sind. Die Färöer stimmen sich bei ihren Verhandlungen mit der EU stets mit der dänischen Regierung ab. Weitere Zuständigkeitsbereiche sind Inneres, Finanzen, Soziales, Familie, Gesundheit, Umwelt, Verkehr, Kultur, Bildung und Forschung.

## Organisation der Abgeordneten

### Fraktionen
Das Parlament zählt seit 2007 33 Abgeordnete. Folgende färöische Parteien (in Klammern Listenbuchstabe) sind seit der Wahl vom 8. Dezember 2022 im Løgting vertreten (in Klammern Veränderungen gegenüber 2019):
- Javnaðarflokkurin (C), Sozialdemokraten – 9 Sitze (+2)
- Sambandsflokkurin (B), Unionisten – 7 Sitze (±0)
- Fólkaflokkurin (A), Volkspartei – 6 Sitze (−2)
- Tjóðveldi (E), Republikaner – 6 Sitze (±0)
- Framsókn (F), Fortschrittspartei – 3 Sitze (+1)
- Miðflokkurin (H), Zentrum – 2 Sitze (±0)
- Sjálvstýri (bis 2015: Sjálvstýrisflokkurin) (D), Selbstverwaltungspartei – 0 Sitz (−1)

### Ausschüsse
Das Løgting hat mehrere Ausschüsse mit folgenden Tätigkeitsbereichen:
- Finanzen
- Außenpolitik
- Färöische Landesregierung
- Industrie
- Wohlfahrt
- Kommunalpolitik
- Kultur
- Justiz
- Nordischer Rat (zwei vom Løgting gewählte Delegierte)
- Westnordischer Rat
- Schatzmeisterei des Løgting
- Gefangenenbetreuung

### Parlamentseröffnung

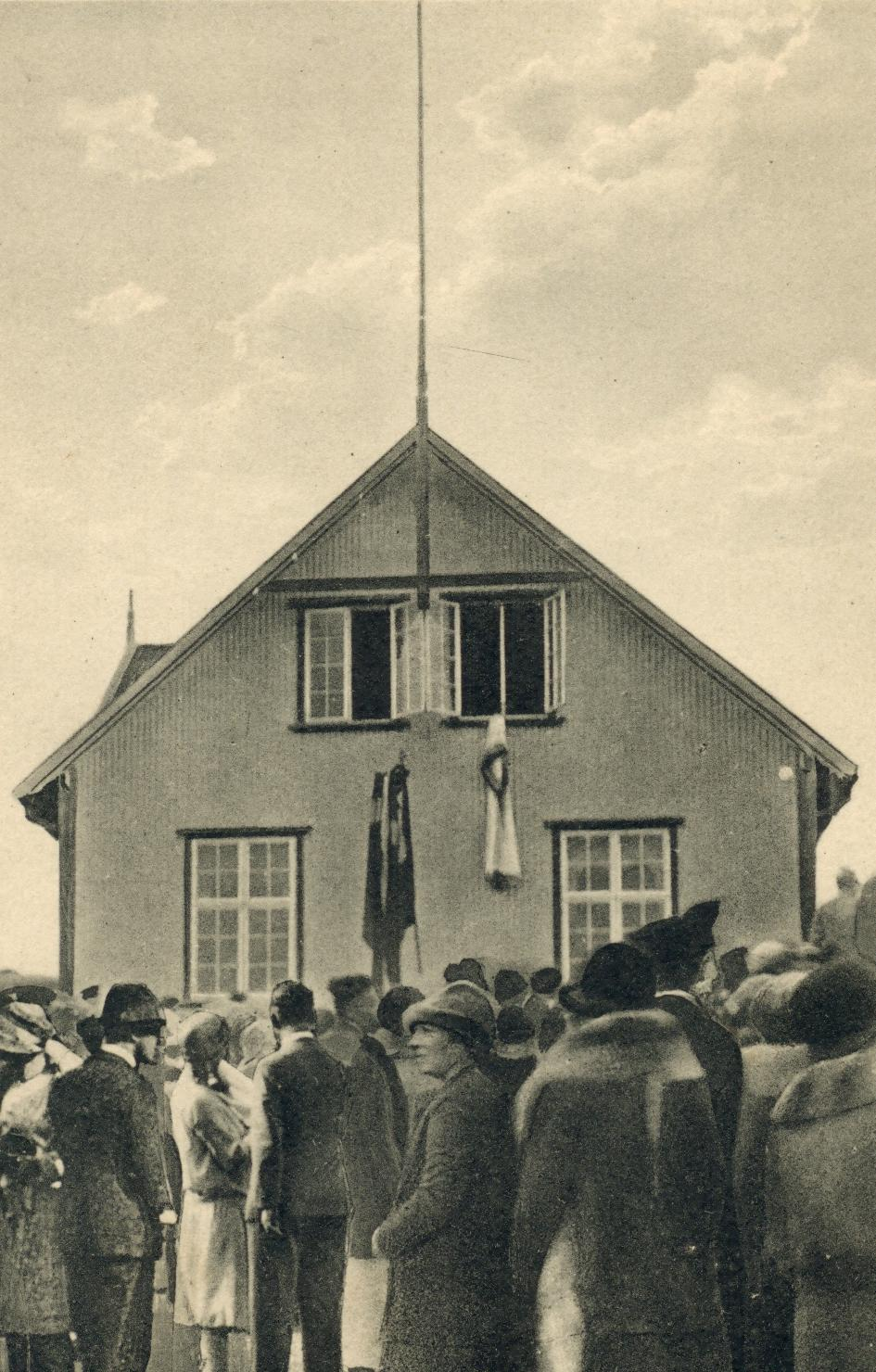
Bei der Parlamentseröffnung zur Ólavsøka 1930 kam es zu einem Eklat: Der Danebrog wurde eingeholt und das Merkið gehisst.

Traditionell wird das Løgting am färöischen Nationalfeiertag Ólavsøka am 29. Juli offiziell eröffnet. Hierzu versammeln sich Parlamentarier, Minister, Geistliche und Beamte vor dem Parlamentsgebäude und ziehen in einer feierlichen Prozession von der Niels Finsens gøta zur Tórshavner Domkirche. Nach dem Gottesdienst kehrt die Prozession zum Løgting zurück, wo der Løgmaður das Parlament mit einer Rede zur Lage der Nation eröffnet.
Die Parlamentseröffnung trägt Volksfestcharakter. Das felsige Ufer der Regierungshalbinsel Tinganes ist an diesem Tage eintrittsgeldpflichtig. Es bildet die beste natürliche Tribüne, um die sehr beliebte Ruderregatta zu verfolgen.
Früher war die Parlamentssitzung zur Ólavsøka die einzige des Jahres und dauerte acht Tage, jeweils von sechs Uhr morgens bis drei Uhr nachmittags. Jeden Tag gab es einen Kirchgang. Bis ins 17. Jahrhundert hinein waren alle sieben Pfarrer der Färöer zu jedem dieser Gottesdienste anwesend.

### Reichsombudsmann
Dänemark wird auf den Färöern durch die Reichsombudsschaft vertreten. Der Ombudsmann bzw. die Ombudsfrau nimmt an den Sitzungen des Løgtings teil, darf in der Fragestunde Anfragen stellen, hat aber kein Stimmrecht. Bis zum Autonomiestatut 1948 war der Amtmaður der offizielle Vertreter des Mutterlandes gewesen.

## Wahlergebnisse seit 1906
Løgtingswahlen werden in der Regel alle vier Jahre abgehalten. Die Parteien haben feste Buchstaben als Kürzel. In dieser Reihenfolge tauchen sie auch auf den Wahlzetteln auf. Gelistet wird der Zeitraum seit 1906, als die ersten beiden politischen Parteien gegründet wurden, und somit die Nationalbewegung in ihr politisches Stadium trat.
Auffallend ist die relative Stabilität der Wahlergebnisse seit 1954, wo vier Parteien jeweils um die 20 % schwanken. Das entspricht einer Ausgewogenheit im färöischen Koordinatensystem, wo nicht nur zwischen links und rechts, sondern auch in der Frage zur Unabhängigkeit unterschieden wird. Das ergibt vier verschiedene Tendenzen, und sie alle sind ungefähr gleich stark, was entsprechende Kompromisse bei Koalitionsbildungen zur Folge hat.
Die Parteibuchstaben sind:
A ist Fólkaflokkurin
B ist Sambandsflokkurin
C ist Javnaðarflokkurin
D ist Sjálvstýri
E ist Tjóðveldi
F ist Framsókn, bis 1998 Framburðsflokkurin
G ist Verkamannafylkingin
H ist Miðflokkurin
I ist Vinnuflokkurin
J ist Loysingarflokkurin
K ist Framtakið. 2004: Hin Stuttligi Flokkurin
L ist Føroyaflokkurin. 2008: Miðnámsflokkurin. 1988: Framsóknarflokkurin
M ist Frælsisfylkingin
N ist Sosialistiski Loysingarflokkurin
O ist Hin Føroyski Flokkurin
U ist parteilos

### In Prozenten
| Wahl        | A    | B    | C    | D    | E    | F   | G   | H   | I   | J   | K   | L   | M   | N   | O   | U    | Summe |
| ----------- | ---- | ---- | ---- | ---- | ---- | --- | --- | --- | --- | --- | --- | --- | --- | --- | --- | ---- | ----- |
| 2022, 8/12  | 18,9 | 20,0 | 26,6 | 2,7  | 17,7 | 7,5 |     | 6,6 |     |     |     |     |     |     |     |      | 100   |
| 2019, 31/8  | 24,5 | 20,3 | 22,1 | 3,4  | 18,1 | 4,6 |     | 5,4 |     |     | 0,9 | 0,5 |     |     |     |      | 100   |
| 2015, 1/9   | 18,9 | 18,7 | 25,1 | 4,1  | 20,7 | 7,0 |     | 5,5 |     |     |     |     |     |     |     |      | 100   |
| 2011, 29/10 | 22,5 | 24,7 | 17,8 | 4,2  | 18,3 | 6,3 |     | 6,2 |     |     |     |     |     |     |     |      | 100   |
| 2008, 19/1  | 20,1 | 21,0 | 19,4 | 7,2  | 23,3 |     |     | 8,4 |     |     |     | 0,7 |     |     |     |      | 100   |
| 2004, 20/1  | 20,6 | 23,7 | 21,8 | 4,6  | 21,7 |     |     | 5,2 |     |     | 2,4 |     |     |     |     |      | 100   |
| 2002, 30/4  | 20,8 | 26,0 | 20,9 | 4,4  | 23,7 |     |     | 4,2 |     |     |     |     |     |     |     |      | 100   |
| 1998, 30/4  | 21,3 | 18,1 | 21,9 | 7,6  | 23,8 | 2,5 | 0,8 | 4,1 |     |     |     |     |     |     |     |      | 100   |
| 1994, 7/7   | 16,0 | 23,4 | 15,3 | 5,6  | 13,7 | 6,3 | 9,5 | 5,8 |     |     |     |     | 1,9 |     | 2,4 |      | 100   |
| 1990, 17/11 | 21,9 | 18,9 | 27,5 | 8,8  | 14,7 | 5,9 |     |     |     |     |     |     |     | 2,3 |     |      | 100   |
| 1988, 8/11  | 23,2 | 21,2 | 21,6 | 7,1  | 19,2 | 5,2 |     |     |     |     |     | 2,1 |     |     |     | 0,0  | 100   |
| 1984, 8/11  | 21,6 | 21,2 | 23,4 | 8,5  | 19,5 | 5,8 |     |     |     |     |     |     |     |     |     |      | 100   |
| 1980, 8/11  | 18,9 | 23,9 | 21,7 | 8,4  | 19,0 | 8,2 |     |     |     |     |     |     |     |     |     |      | 100   |
| 1978, 7/11  | 17,9 | 26,3 | 22,3 | 7,2  | 20,3 | 6,1 |     |     |     |     |     |     |     |     |     |      | 100   |
| 1974, 7/11  | 20,5 | 19,1 | 25,8 | 7,2  | 22,5 | 2,5 |     |     |     |     |     |     |     |     |     | 2,5  | 100   |
| 1970, 7/11  | 20,0 | 21,7 | 27,2 | 5,6  | 21,9 | 3,5 |     |     |     |     |     |     |     |     |     |      | 100   |
| 1966, 8/11  | 21,6 | 23,7 | 27,0 | 4,9  | 20,0 | 2,8 |     |     |     |     |     |     |     |     |     |      | 100   |
| 1962, 8/11  | 20,2 | 20,3 | 27,5 | 5,9  | 21,6 | 4,4 |     |     |     |     |     |     |     |     |     |      | 100   |
| 1958, 8/11  | 17,8 | 23,7 | 25,8 | 5,9  | 23,9 | 2,9 |     |     |     |     |     |     |     |     |     |      | 100   |
| 1954, 8/11  | 20,9 | 26,0 | 19,8 | 7,1  | 23,8 |     |     |     |     |     |     |     |     |     |     | 2,5  | 100   |
| 1950, 8/11  | 32,3 | 27,3 | 22,4 | 8,2  | 9,8  |     |     |     |     |     |     |     |     |     |     |      | 100   |
| 1946, 8/11  | 40,9 | 28,7 | 28,1 |      |      |     |     |     |     |     |     |     |     |     |     | 2,3  | 100   |
| 1945, 6/11  | 43,4 | 24,4 | 22,8 | 9,4  |      |     |     |     |     |     |     |     |     |     |     |      | 100   |
| 1943, 24/8  | 41,5 | 28,3 | 19,9 | 10,4 |      |     |     |     |     |     |     |     |     |     |     |      | 100   |
| 1940, 30/1  | 24,7 | 32,3 | 23,9 | 16,2 |      |     |     |     |     | 1,6 |     |     |     |     |     | 1,3  | 100   |
| 1936, 28/1  |      | 33,7 | 24,0 | 34,2 |      |     |     |     | 8,1 |     |     |     |     |     |     |      | 100   |
| 1932, 19/1  |      | 50,1 | 10,5 | 37,3 |      |     |     |     |     | 0,2 |     |     |     |     |     | 1,8  | 100   |
| 1928, 23/1  |      | 46,1 | 10,6 | 42,3 |      |     |     |     |     |     |     |     |     |     |     | 1,0  | 100   |
| 1924, 22/1  |      | 58,7 |      | 39,1 |      |     |     |     |     |     |     |     |     |     |     | 2,2  | 100   |
| 1920, 10/11 |      | 58,4 |      | 41,6 |      |     |     |     |     |     |     |     |     |     |     |      | 100   |
| 1918, 24/4  |      | 50,3 |      | 49,7 |      |     |     |     |     |     |     |     |     |     |     |      | 100   |
| 1916, 28/2  |      | 37,9 |      | 51,7 |      |     |     |     |     |     |     |     |     |     |     | 10,4 | 100   |
| 1914, 2/2   |      | 52,8 |      | 47,2 |      |     |     |     |     |     |     |     |     |     |     |      | 100   |
| 1912, 2/2   |      | 52,3 |      | 41,6 |      |     |     |     |     |     |     |     |     |     |     | 6,0  | 100   |
| 1910, 12/2  |      | 72,3 |      | 24,3 |      |     |     |     |     |     |     |     |     |     |     | 3,4  | 100   |
| 1908, 2/2   |      | 66,1 |      | 33,9 |      |     |     |     |     |     |     |     |     |     |     |      | 100   |
| 1906, 18/7  |      | 62,4 |      | 37,6 |      |     |     |     |     |     |     |     |     |     |     |      | 100   |

### In Mandaten
Die Sitze verteilten sich dann wie folgt:
| Wahl        | A  | B  | C  | D  | E | F | G | H | I | J | K | L | M | N | O | U | Summe |
| ----------- | -- | -- | -- | -- | - | - | - | - | - | - | - | - | - | - | - | - | ----- |
| 2022, 8/12  | 6  | 7  | 9  | 0  | 6 | 3 |   | 2 |   |   |   |   |   |   |   |   | 33    |
| 2019, 31/8  | 8  | 7  | 7  | 1  | 6 | 2 |   | 2 |   |   | 0 | 0 |   |   |   |   | 33    |
| 2015, 1/9   | 6  | 6  | 8  | 2  | 7 | 2 |   | 2 |   |   |   |   |   |   |   |   | 33    |
| 2011, 29/10 | 8  | 8  | 6  | 1  | 6 | 2 |   | 2 |   |   |   |   |   |   |   |   | 33    |
| 2008, 19/1  | 7  | 7  | 6  | 2  | 8 |   |   | 3 |   |   |   | 0 |   |   |   |   | 33    |
| 2004, 20/1  | 7  | 7  | 7  | 1  | 8 |   |   | 2 |   |   | 0 |   |   |   |   |   | 32    |
| 2002, 30/4  | 7  | 8  | 7  | 1  | 8 |   |   | 1 |   |   |   |   |   |   |   |   | 32    |
| 1998, 30/4  | 8  | 6  | 7  | 2  | 8 | 0 | 1 | 0 |   |   |   |   |   |   |   |   | 32    |
| 1994, 17/7  | 6  | 8  | 7  | 2  | 8 | 0 | 0 | 1 |   |   |   |   | 0 |   | 0 |   | 32    |
| 1990, 17/11 | 7  | 6  | 10 | 3  | 4 | 2 |   |   |   |   |   |   |   | 0 |   |   | 32    |
| 1988, 8/11  | 8  | 7  | 7  | 2  | 6 | 2 |   |   |   |   |   | 0 |   |   |   | 0 | 32    |
| 1984, 8/11  | 7  | 7  | 8  | 2  | 6 | 2 |   |   |   |   |   |   |   |   |   |   | 32    |
| 1980, 8/11  | 6  | 8  | 7  | 3  | 6 | 2 |   |   |   |   |   |   |   |   |   |   | 32    |
| 1978, 7/11  | 6  | 8  | 8  | 2  | 6 | 2 |   |   |   |   |   |   |   |   |   |   | 32    |
| 1974, 7/11  | 5  | 5  | 7  | 2  | 6 | 1 |   |   |   |   |   |   |   |   |   | 0 | 26    |
| 1970, 7/11  | 5  | 6  | 7  | 1  | 6 | 1 |   |   |   |   |   |   |   |   |   |   | 26    |
| 1966, 8/11  | 6  | 6  | 7  | 5  | 1 | 1 |   |   |   |   |   |   |   |   |   |   | 26    |
| 1962, 8/11  | 6  | 6  | 8  | 2  | 6 | 1 |   |   |   |   |   |   |   |   |   |   | 29    |
| 1958, 8/11  | 5  | 7  | 8  | 2  | 7 | 1 |   |   |   |   |   |   |   |   |   |   | 30    |
| 1954, 8/11  | 6  | 7  | 5  | 2  | 6 |   |   |   |   |   |   |   |   |   |   | 1 | 27    |
| 1950, 8/11  | 8  | 7  | 6  | 2  | 2 |   |   |   |   |   |   |   |   |   |   |   | 25    |
| 1946, 8/11  | 8  | 6  | 4  | 2  |   |   |   |   |   |   |   |   |   |   |   | 0 | 20    |
| 1945, 6/11  | 11 | 6  | 6  | 0  |   |   |   |   |   |   |   |   |   |   |   |   | 23    |
| 1943, 24/8  | 12 | 8  | 5  | 0  |   |   |   |   |   |   |   |   |   |   |   |   | 25    |
| 1940, 30/1  | 6  | 8  | 6  | 4  |   |   |   |   |   | 0 |   |   |   |   |   | 0 | 24    |
| 1936, 28/1  |    | 8  | 6  | 8  |   |   |   |   | 2 |   |   |   |   |   |   |   | 24    |
| 1932, 19/1  |    | 11 | 2  | 8  |   |   |   |   |   | 0 |   |   |   |   |   | 0 | 21    |
| 1928, 23/1  |    | 10 | 2  | 11 |   |   |   |   |   |   |   |   |   |   |   | 0 | 23    |
| 1924, 22/1  |    | 13 |    | 10 |   |   |   |   |   |   |   |   |   |   |   | 0 | 23    |
| 1920, 10/11 |    | 10 |    | 10 |   |   |   |   |   |   |   |   |   |   |   |   | 20    |
| 1918, 24/4  |    | 9  |    | 11 |   |   |   |   |   |   |   |   |   |   |   |   | 20    |
| 1916, 28/2  |    | 10 |    | 9  |   |   |   |   |   |   |   |   |   |   |   | 1 | 20    |
| 1914, 2/2   |    | 12 |    | 8  |   |   |   |   |   |   |   |   |   |   |   |   | 20    |
| 1912, 2/2   |    | 13 |    | 7  |   |   |   |   |   |   |   |   |   |   |   | 0 | 20    |
| 1910, 12/2  |    | 13 |    | 7  |   |   |   |   |   |   |   |   |   |   |   | 0 | 20    |
| 1908, 2/2   |    | 13 |    | 7  |   |   |   |   |   |   |   |   |   |   |   |   | 20    |
| 1906, 18/7  |    | 12 |    | 8  |   |   |   |   |   |   |   |   |   |   |   |   | 20    |

## Geschichte

### Wikingerzeit

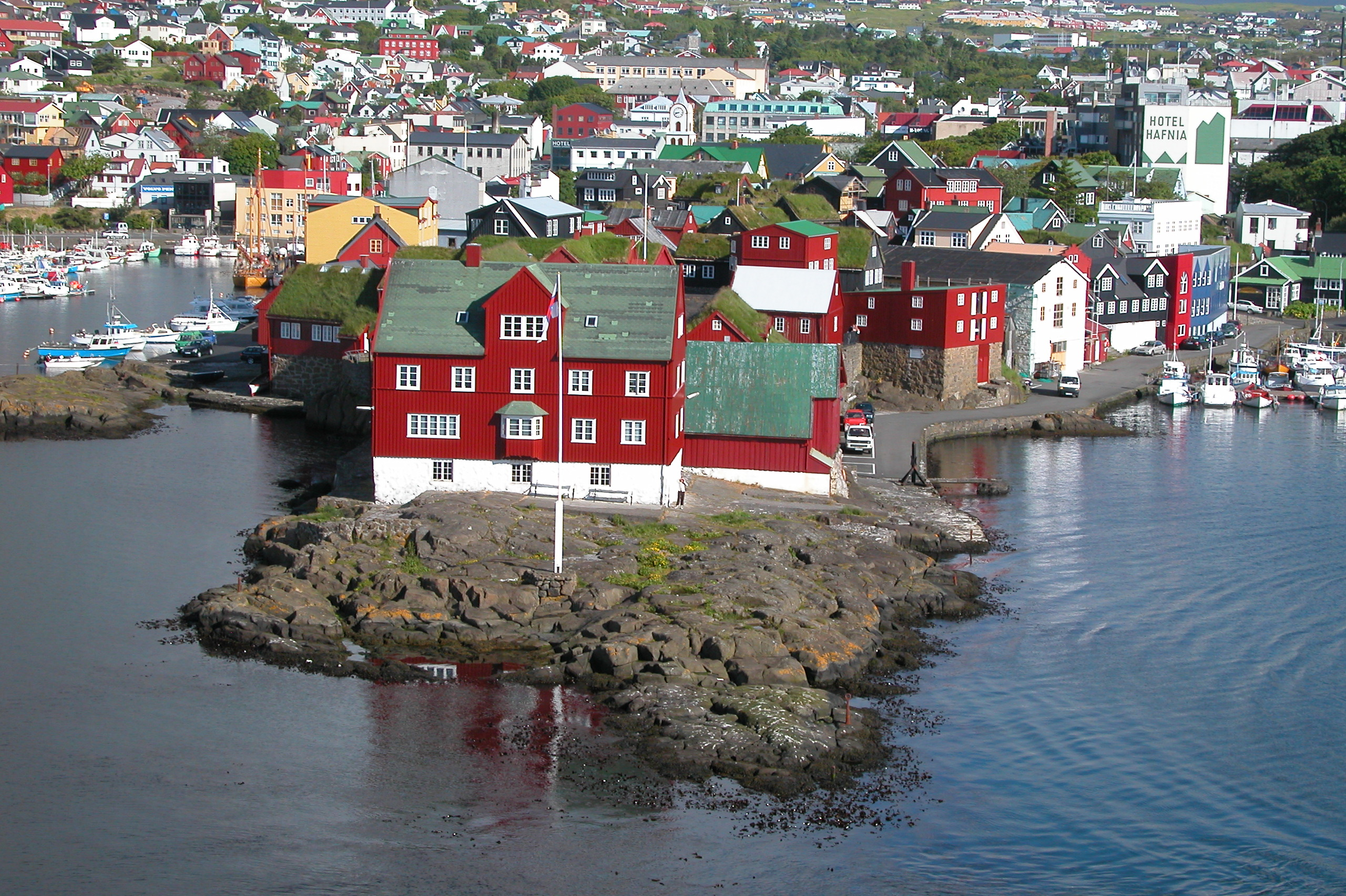
Tinganes

Die erste schriftliche Erwähnung des Løgtings findet sich in der Färingersaga, die um 1200 in Island niedergeschrieben wurde (vorher mündlich überliefert). Historiker schätzen, dass es schon kurz nach der nordischen Besiedlung der Färöer im 9. Jahrhundert gegründet wurde, spätestens um 900. Ursprünglich hatte das Løgting den historischen Charakter eines Althings (nicht zu verwechseln mit dem heutigen isländischen Althing, das ebenso ein modernes Parlament im Sinne einer frei gewählten Vertretungskörperschaft ist), war also Plenum aller Großbauern. Historisch belegt ist, dass das färöische Þing ab dem Jahr 999 das Christentum annahm, nachdem sich der in Norwegen getaufte Häuptling Sigmundur Brestisson gegen den anfänglichen Widerstand durchsetzen konnte. Seitdem gelten die Färöer als christianisiert.
Es hatte seit Anfang an seinen Sitz auf der nach ihm benannten Halbinsel Tinganes im heutigen Tórshavn. Heute sitzt dort nur noch die Landesregierung, während das Løgting etwas weiter in die neue Stadtmitte gerückt ist. Durch die zentral gelegene Thingstätte konnte sich Tórshavn trotz seines relativ ungünstigen Naturhafens zur Handels- und Hauptstadt entwickeln.
Faktisch handelte es sich bei den Färöern bis zur endgültigen Besitznahme durch die norwegische Krone um eine Republik von Siedlern, die sich in ihrem Thing eine demokratische Selbstverwaltung gab.
Vorsitzender des Althings war der Løgsøgumaður. Er hatte selbst kein Stimmrecht, und seine Aufgabe war es, die beschlossenen Gesetze zu verkünden. Dies ist wortwörtlich zu verstehen, denn es wird davon ausgegangen, dass sie damals nicht schriftlich fixiert wurden. Der Logsøgumaður war also eine Art „wandelndes Gedächtnis“ des Things, der sich alle Beschlüsse merken und sie bei Bedarf vortragen musste. Aus dieser Stellung ging in der Folge der Løgmaður hervor.
Siehe auch: Wikingerzeit auf den Färöern

### Norwegische Herrschaft
1035 wurden die Färöer zwar formal ein Teil Norwegens, aber die Historiker glauben, dass sich die älteren Regeln des Løgting erhalten konnten, da es zu jener Zeit nur eine unregelmäßige Kommunikation mit der Regierung in Trondheim gab. Wahrscheinlich waren diese Regeln dem Gulating-Gesetz in Norwegen nachempfunden.
1274 führte der norwegische König Magnus Lógbøtari (Magnus der Gesetzesreformer) das Landslóg (Landesgesetz) ein, das aus dem historischen Althing das heutige Løgting formte. Allerdings änderte sich der Name erst um 1400. Während das Thing zuvor eine Versammlung der freien Männer („die besten Männer der Färöer“) war, wurde es nun zu einer Vertretungskörperschaft umgeformt. Es wird vermutet, dass die Beschlüsse des Løgtings spätestens seit diesem Zeitpunkt schriftlich fixiert wurden.
Ab 1280 galten die Färöer endgültig als norwegischer Reichsteil und das Althing nicht länger als gesetzgebende Versammlung. Der Løgmaður war von da an letztlich ein Repräsentant des Königs. In der Realität blieben die Färöer aber weiterhin relativ autonom.
Am 24. Juni 1298 erhielten die Färöer mit dem Schafsbrief (Seyðabrævið) ihr „Grundgesetz“. Schon das Gulating-Gesetz legte in einem Abschnitt namens Tingfararbólkurin (Geschäftsordnung des Things) die Zahl der Løgrættumenn – Abgeordnete, aber auch Strafverfolger – auf 36 fest und bestimmte, dass der Løgmaður („Gesetzesmann“) das Thing leiten solle. Jeweils sechs Løgrættumenn vertraten einen der 6 Syssel (sýslur).
Der Løgmaður wurde vom Løgting gewählt und zusätzlich vom norwegischen König ernannt, der sich seinerseits durch einen Gouverneur, den Fúti (Landvoigt), im Løgting vertreten ließ. Der Fúti hatte auch die Kompetenz eines Staatsanwaltes, war aber in erster Linie dafür verantwortlich, die Staatseinnahmen der Krone sicherzustellen. Daneben hatte das Løgting einen Sekretär als Vorsitzenden, den Sorinskrivari.
Das Løgting war gleichzeitig oberster Gerichtshof der Färöer und damit Revisionsinstanz für Urteile des Várting. Nach dem Landslóg sollten die Løgrættumenn schwören, dass sie in allen Verfahren nach ihrem eigenen Gewissen, den Gesetzen und Gott verantwortlich handelten. Oft waren nur 12 der 36 Løgrættumenn anwesend, und in geringeren Sachen genügten auch 6, um beschlussfähig zu sein.
Schon die Färingersaga berichtet, dass das färöische Ting Todesurteile fällte. Verurteilte Männer wurden entweder gehängt oder geköpft, Frauen meist ertränkt. Das letzte Todesurteil auf den Färöern wurde 1706 vollstreckt. Gewöhnlich aber verhängte das Løgting Geldstrafen, die als Tributzahlung an den König gingen.
1380 vereinigte die dänische Königin Margarethe I. Dänemark, Schweden, Norwegen – und damit auch die Färöer in Personalunion. Aber auch innerhalb der Kalmarer Union und nach ihrer Auflösung innerhalb Dänemark-Norwegens, wurden die Färöer weiterhin als Teil des norwegischen Reichsteils angesehen. Hauptstadt des Großreichs war allerdings Kopenhagen.
1557 bezog das Løgting erstmals ein festes Haus auf Tinganes. Später wurde ein weiteres Tinghaus errichtet, in dem das Ting bis 1816 tagte. 1569 erkannte die dänisch-norwegische Krone das Løgting offiziell als legitime Vertretung des färöischen Volkes an.
Die Einführung des Absolutismus in Dänemark und Norwegen durch Frederik III. 1661 war nach der Gesetzesreform von 1274 der zweite große Bruch in der Geschichte des Løgtings. Hatte es bis dahin noch halbwegs gesetzgebende Funktionen ausgeübt, so ging nun die gesamte Macht auf den König über.
1688 führte König Christian V. das Norska lóg, das norwegische Gesetz, ein. Das bedeutete für das Løgting eine Vergrößerung auf 48 Sitze, aber auch das Verbot der Wiederwahl, also eine Amtszeitbegrenzung der Parlamentarier auf eine Wahlperiode, die zudem auf ein Jahr begrenzt wurde. Die 48 Sitze entsprachen 8 Løgrættumenn pro Syssel. Historiker meinen, dass es dadurch immer inkompetenter wurde und an Einfluss gegenüber den königlichen Beamten verlor, während diese (der Fúti als Vertreter des Königs und der Sorinskrivari als Thing-Vorsitzender) an Macht gewannen.
Bereits 1655 vermachte König Christian V. die Färöer Christopher von Gabel als Lehen, bis sie 1709 wieder unter die direkte Herrschaft der Krone gelangten. Die sogenannte Gabelzeit gilt als dunkelste Periode der färöischen Geschichte. Von 1720 bis 1776 wurden die Färöer als Teil der norwegischen Kolonie Island verwaltet, danach wieder von Seeland aus. Seitdem besteht das Amt des Amtmaður (Amtmann) (bis 1948).

### Dänische Herrschaft

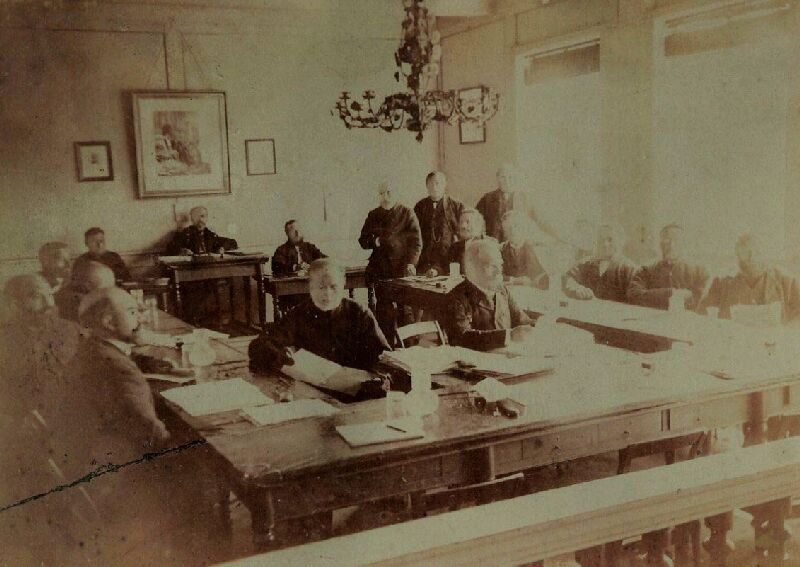
Das erste bekannte Foto aus dem Løgting entstand vor 1897 (genaues Datum unbekannt)

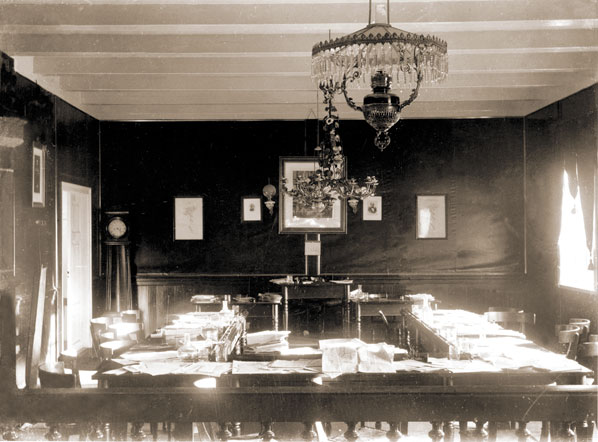
Der Løgtingssaal um 1900

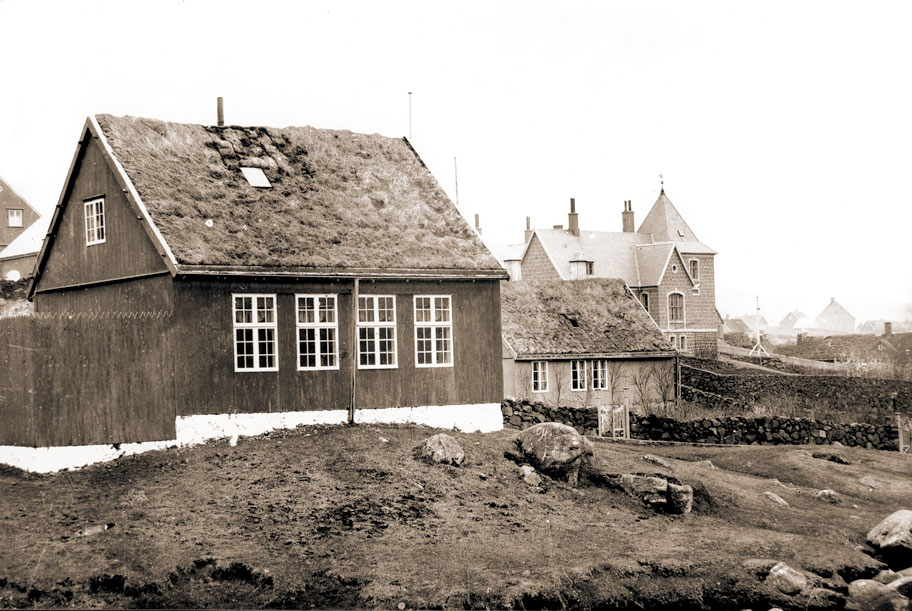
Das Løgtingsgebäude 1906

Nach dem Kieler Frieden vom 14. Januar 1814 und der Auflösung der Personalunion zwischen Dänemark und Norwegen, kamen Grönland, Island und die Färöer zu Dänemark. In der Folge wurden 1816 das Løgting und der Løgmaður ersatzlos abgeschafft. Der Sorínskrivari blieb aber erhalten und wurde alleinige gesetzliche Autorität. Die Färöer waren fortan ein eigenes dänisches Amt (Verwaltungsbezirk), gehörten also nicht mehr zum dänischen Bezirk Seeland. Der Amtmaður entschied alleine, welche dänischen Gesetze auf die Färöer angewendet wurden.
Infolge der Märzrevolution 1848 in Dänemark wurde 1849 die erste dänische Verfassung verabschiedet und das Folketing als Parlament in der nunmehr konstitutionellen Monarchie gebildet. Seitdem sind dort auch immer zwei Abgeordnete der Färöer vertreten.
Nach wiederholten Bitten des färöischen Volkes wurde das Løgting per Gesetz vom 26. März 1852 wieder eingeführt. Es hatte aber nur noch beratende Funktion für die dänische Regierung und 18 Mitglieder. Der Amtmaður und der Próstur (der Propst, die damals höchste Autorität der färöischen Volkskirche) saßen auch im Løgting, wobei der Amtmaður gleichzeitig der Parlamentspräsident war. Erster Vorsitzender bis 1861 war Carl Emil Dahlerup. Von 1866 bis 1878 saß der bekannte färöische Linguist und Propst V. U. Hammershaimb in der geschichtsreichen Versammlung.
1906 wurde die Zahl der Sitze auf 22 erhöht. Erst mit dem dänischen Lagting-Gesetz vom 11. April 1923 kam es zu einer wesentlichen Änderung: Es gab 20 Parlamentssitze und bis zu 10 beigeordnete Sitze, der Próstur verlor seinen Sitz und der Amtmaður wurde von nun an vom Løgting gewählt.

### Britische Besetzung
Siehe Hauptartikel: Färöer im Zweiten Weltkrieg
Im Zweiten Weltkrieg wurden Dänemark und Norwegen von Deutschland besetzt (siehe: Unternehmen Weserübung). Um den Deutschen zuvorzukommen, besetzte Großbritannien drei Tage später, am 12. April 1940 die Färöer. So von der dänischen Regierung abgeschnitten, entwickelten die Färinger konkrete Forderungen nach der Unabhängigkeit ihrer Inseln von Dänemark, oder zumindest nach mehr Rechten innerhalb des Königreichs. In dieser Frage ist das färöische Volk bis heute gespalten. Das färöische Parteienspektrum erstreckt sich daher nicht nur von links nach rechts, sondern quer dazu von pro bis contra Souveränität.
Die Briten wurden von den Färingern keineswegs als unwillkommene Eindringlinge und „neue Herren“ empfunden, da sie nicht nur das Løgting bewahrten, sondern die Selbstverwaltung noch ausweiteten. Am 16. September 1945 endete die Besetzung.

### Innere Selbstverwaltung 1948
Siehe Hauptartikel: Verfassungskrise der Färöer, Autonomie der Färöer
Nach Verhandlungen des Løgtings mit der dänischen Regierung kam es am 14. September 1946 zu einer Volksabstimmung, bei der sich eine knappe Mehrheit (48,7 % zu 47 %) der Färinger für die volle Unabhängigkeit aussprach. Dies führte zur Verfassungskrise. Am 18. September wurde von dem sozialdemokratischen Abweichler Jákup í Jákupsstovu und der Fólkaflokkurin die Unabhängigkeit der Färöer erklärt, aber schon am 20. September von Dänemark wieder annulliert. Es gab einen Streit über die Frage, ob dieses Votum einen meinungsbildenden oder einen konstitutiven Charakter hatte. Nach den Løgtingwahlen vom November 1946 führten die Verhandlungen zum Autonomiegesetz vom 31. März 1948. Die Position des Løgtings wurde damit nachhaltig aufgewertet. Erstmals seit 1274 verfügt es wieder über gesetzgebende Macht in allen Bereichen, die es vom dänischen Folketing übernommen hat.